# Miniatur-Wunderland

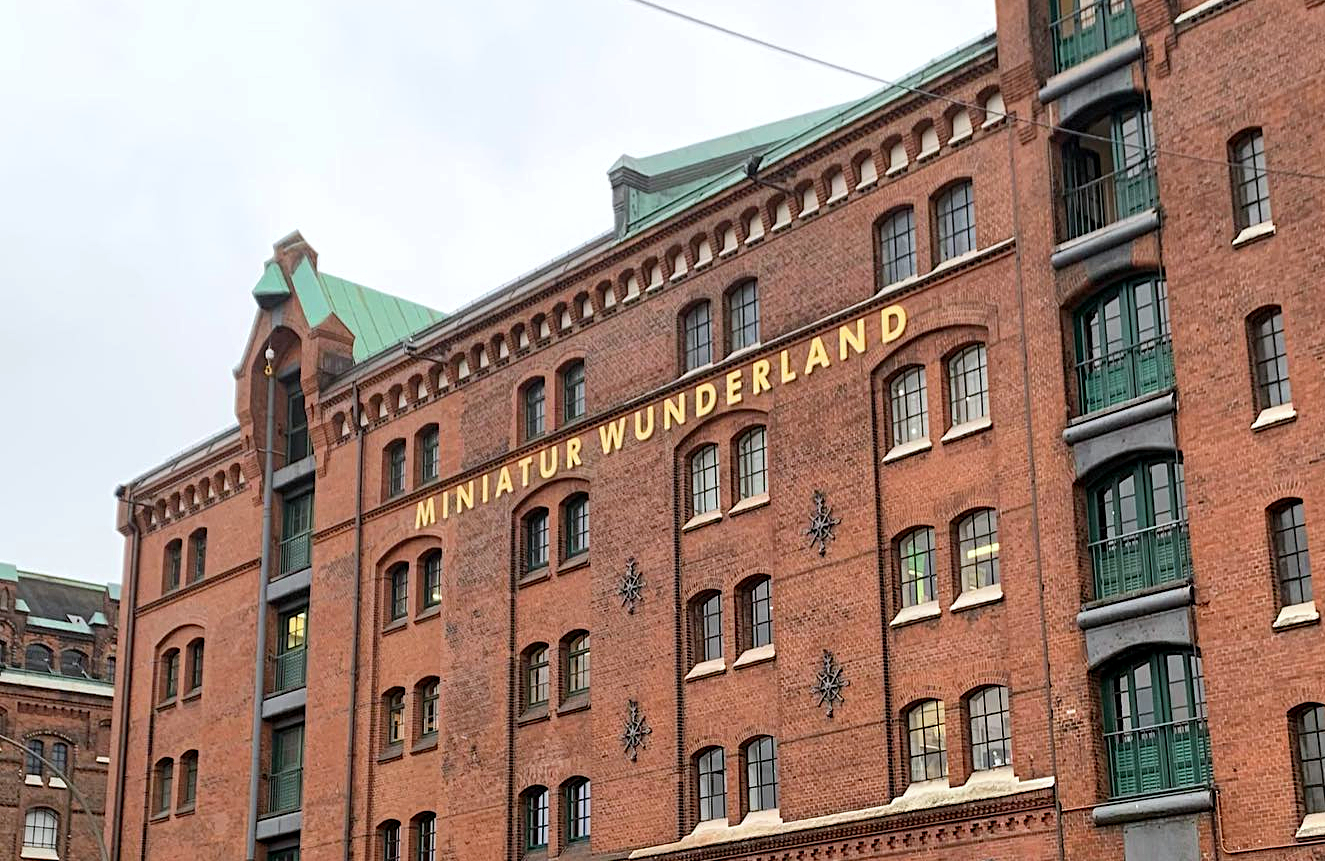
Prédio principal

A Miniatur Wunderland ("Terra das Maravilhas em Miniatura", em alemão) é uma miniatura de estrada de ferro que ocupa uma área de 1.150 m² na cidade de Hamburgo, na Alemanha. Nela, aproximadamente 700 trens percorrem um trajeto, emulando cenários dos Estados Unidos, Suíça, Escandinávia e Alemanha. A miniatura foi construída a partir do ano 2000 pelos gêmeos Frederick e Gerrit Braun, de 41 anos, mas esperam dobrar a extensão até 2014.

## Galeria

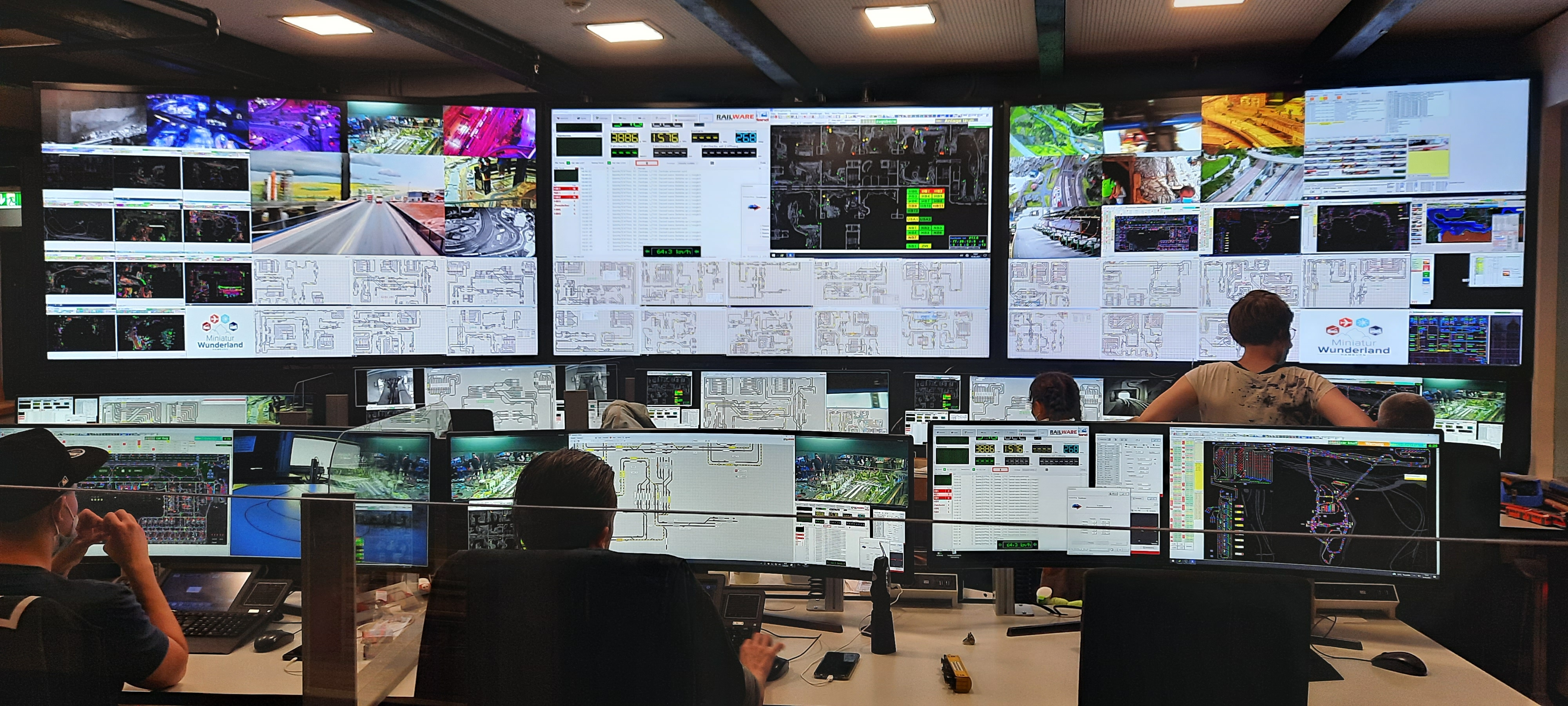
Sala de controlo